# 四喜和
四喜和（スーシーホー）とは、麻雀における役のひとつで、大四喜および小四喜の総称である。4つの風牌   全てを4面子1雀頭に含めて和了した時に成立する。この時4つのうち3つを刻子にし残る1つを雀頭にした場合を小四喜、4つすべてを刻子にした場合を大四喜とする。通常、どちらも役満だが、大四喜をダブル役満とするローカルルールもある。

## 大四喜
大四喜（タースーシー、だいスーシー）は、東南西北の4種すべてを刻子（もしくは槓子）にして和了した時に成立する。テンパイ形はシャンポン待ちか単騎待ちになる。
（例）シャンポン待ちのケース
      
とのシャンポン待ち。北で大四喜となる。二索で和了しても小四喜であり、どちらも役満である。小四喜の時点で役満確定である上、大四喜は小四喜よりも難易度が高く、役満の中でも滅多に出現しない珍しい役であるため、大四喜をダブル役満としているルールもある。
（例）単騎待ちのケース
待ち。風牌4つを全て刻子にしてしまえば、残るは単騎待ちになる。あがりやすそうな単騎を選べばよいが、この例のように三元牌の単騎に受け変えれば字一色も成立し、ルール次第ではダブル役満もしくはトリプル役満となることもある。

## 小四喜
小四喜（シャオスーシー、しょうスーシー）は、東南西北のうち3種を刻子（もしくは槓子）にし、残り1種を雀頭にして和了した時に成立する。残る1面子は順子でもよいので、3つ目の例のように両門のテンパイをとれる場合もある。残る1面子がすでに完成しているときは風牌の単騎待ちもしくはシャンポン待ちとなる。実戦で発生する四喜和はほぼ全てが小四喜である。
（例）単騎待ちのケース
単騎。副露は少なければ少ないほど有利である。
（例）シャンポン待ちのケース
とのシャンポン待ち。1種類しか待ちがない単騎より、2種類あるシャンポン待ちのほうが有利。
（例）両門待ちのケース
待ち。風牌を3副露したこのような状況では、通常は他家も役満への放銃を警戒してを切らない。しかしは和了牌ではなく雀頭であり、無関係な数牌が待ちになっており、このようなケースが最も有利である。他家もベタオリする可能性が高いものの、安全牌がないときはロン和了も期待できる。

## 大四喜の包
仮に上のようなケースからをポンすると、
このような裸単騎になり、大四喜が確定する。このように、風牌を3副露（暗槓も含む）している状態から残りの風牌（上のケースでは）を鳴かせた者には包則（パオ、パオそく）が適用される。ツモ和了の場合は包になった者の一人払いに、ロン和了した場合は放銃者と包者の折半の支払いになる。役満祝儀の支払いもこれに準ずる。
ただし、4副露のところから三元牌の単騎に受けかえて大四喜字一色を和了しても、包が適用されるのは大四喜の分だけである。字一色の分には包は適用されず、支払いも両者を分けて計算する。ツモ和了の場合、包者は大四喜の全額分と字一色のツモられ分を支払い、他の2人は字一色のツモられ分を支払う。ロン和了の場合は、包者は大四喜の半額分を支払い、放銃者は大四喜の半額分と字一色の全額分を支払う。ただし、これとは異なるルールを採用している場合もある。例えば天鳳では、このような場合字一色の分も含めて適用するルールが採用されている。

## 歴史
当初は大四喜も小四喜も区別せず四喜和と呼んでいた。そのため一部のルールでは今も四喜和の大小を区別していないこともある。しかし、小四喜よりも難易度の高い大四喜が小四喜と同じ役満というのは不合理といわれることもある。また、小四喜には包がない（『初めての人によくわかる麻雀』横山竜一著、西東社。p220）ことから、田中健二郎は著書『麻雀 あなたは間違っている!』（金園社）で小四喜を役満とすることについては批判的で、小三元と同じように扱うべきと主張している。前述のように大四喜をダブル役満とするルールも存在するのはこのためとも考えられる。

## その他
- 四喜とは、下記の4つの喜びを表している。

1. 「久旱逢甘霖」長い干天に慈雨あり
2. 「他郷遇故知」別の場所での昔の友人との再会
3. 「洞房花燭夜」新婚初夜
4. 「金榜題名時」科挙（中国の昔の国家試験）の合格

- 「（槓および副露のない状態で）何を切っても役満聴牌となる牌姿を作れ」という麻雀クイズにおいて、回答の1つがこの四喜和に絡む牌姿である。具体例については緑一色#何を切っても役満聴牌を参照。